# Челищево (Вологодская область)
Челищево — деревня в Бабушкинском районе Вологодской области.
Входит в состав Рослятинского сельского поселения, с точки зрения административно-территориального деления — в Рослятинский сельсовет.
Расположена в 3,5 км от центра сельского поселения, в 70 км от районного центра. Ближайшие деревни — Лукерино, Рысенково, Андреевское.
По переписи 2002 года население — 65 человек (34 мужчины, 31 женщина). Всё население — русские.
В 1920-е годы Челищево входило в состав Рослятинского района Северо-Двинской губернии. Во время преобразований административного деления район переходил в состав Северного края, Северной области, с 1937 года — Вологодской области. С 1960 года Челищево входит в состав Бабушкинского района.
В 1925 году в Челищево родился будущий космонавт Павел Беляев. В 1965 году после полёта в космос Беляев и Леонов посетили Челищево. Второй раз Алексей Леонов побывал в Челищево в 2005 году, во время авиашоу группы «Русские витязи», устроенного в честь 80-летия со дня рождения Павла Беляева.